# Popular (serie de televisión)
Popular fue una serie de televisión estadounidense de drama y comedia adolescente transmitida en Estados Unidos por el canal The WB, creada por Ryan Murphy (Nip/Tuck) y Gina Matthews (What Women Want, Jake 2.0, 13 Going on 30), protagonizada por Leslie Bibb y Carly Pope. El show duró desde 1999 hasta 2001, pero fue abruptamente cancelado al finalizar su segunda temporada, debido a la aguda disminución de su audiencia (hecho agravado por un cambio de horario hacia los viernes por la noche).

## Argumento
Sam McPherson y Brooke McQueen, estudiantes en el Jacqueline Kennedy High School, son polos opuestos. Brooke es una animadora muy popular, y Sam es una periodista "impopular". Sus respectivas pandillas son forzadas a hablarse cuando el padre de Brooke y la madre de Sam se comprometen.
La primera temporada se basa en su plan de separar a sus padres. Al final de la temporada, Sam encuentra a la madre de Brooke y la convence para que vuelva a la ciudad. Esto hace que sus padres corten. En la segunda temporada, Sam y Brooke intentan que sus padres vuelvan a estar juntos. Forman un equipo para reunirlos.
La serie acabó en 2001 con un final abierto que dejó a los fanes insatifechos tras haber prometido la cadena una tercera temporada para 2001/2002.

## Personajes
- Brooke McQueen: Brooke es la chica más popular en el instituto Kennedy. Es hermosa, estudiante modelo, y animadora. Hija única cuya madre abandonó la familia cuando Brooke tenía ocho años, vive sola con su padre hasta la fusión de las familias McQueen y McPherson. Brooke se convierte en una media hermana para la bebé recién nacida Marta, a quien la madre de Sam dio a luz hacia el final de la serie. Aunque ella se esfuerza por parecer perfecta, a lo largo del curso y de las dos épocas del año, Brooke revela su ansiedad y baja autoestima en varias ocasiones. Ella lucha con la bulimia y el duelo no resuelto sobre el abandono de su madre. Brooke gasta una buena parte de la serie involucrada románticamente con Josh Ford, futbolista, también desarrolla una relación con Harrison Johns, un amigo de la infancia con quien ella había crecido. Ella menciona "pensar en él" como una atracción de niños, aunque hasta el momento eso nunca se desarrolló con mayor detalle. Brooke es compasiva, amable, y socialmente consciente, aunque a veces carece de la confianza en sus convicciones, es irreflexiva cuando esta triste y cruel cuando está enojada. Su complejo e inicialmente hostilidad con la que eventualmente lleva una estrecha relación, Sam McPherson, es una de las piedras angulares de la serie.

- Sam McPherson: inteligente y bonita, Sam McPherson es fuerte, voluntariosa, articulada y muy tenaz. Hija única, su padre murió cuando ella tenía catorce años, ella vive sola con su madre hasta la fusión de las familias McPherson y McQueen. Después que su madre da a luz a la bebé, Sam se convierte en una medio-hermana de Marta. Sam es una de las "impopulares" en el Kennedy, junto con sus mejores amigos Harrison, Carmen y Lily, una situación que cambia cuando ella y Brooke McQueen comienzan a convivir juntas. Sam es la editora del periódico de la escuela (aunque, a medida que la serie avanzaba, el periódico dejó de ser mencionado) y, a menudo, escribió cuentos donde expuso la hipocresía y deslealtad en el Kennedy. Ella flecha al popular jugador de fútbol George Austin, pero finalmente descubre sentimientos por su mejor amigo Harrison Johns después de que él confiesa su amor por ella. Sam es divertida, apasionada y tiene conciencia social, es rápida para la ira y lenta para dejar la hostilidad. También es dolorosamente insegura.

- Harrison Johns: es un inteligente, pero socialmente torpe "impopular" chico que vive con su madre lesbiana, después del divorcio de sus padres. Harrison ha estado enamorado de Brooke McQueen, desde que eran niños, que finalmente es correspondido, pero que termina (desgarrando a Brooke) cuando revela que él también tiene una larga data de sentimientos por su mejor amiga, Sam McPherson. En la segunda temporada, Harrison sufre de leucemia, pero sobrevive después de un trasplante de médula ósea de Nicole Julian. La popular pero inestable animadora Mary Cherry está enamorada de Harrison, a quién por error constantemente se refiere como a "Joe". Harrison es a menudo retratado como feliz, con la alarma sobre el hecho de que sus amigos más cercanos son todas mujeres, las luchas y en su interacción con otros chicos, aunque finalmente desarrolla amistades provisionales con los futbolistas populares Josh Ford y Sugar Daddy. Al final de la serie, Brooke y Sam se reúnen con Harrison para pedirle que elija entre Brooke y Sam, mientras que ambas se sientan frente a él esperando su respuesta. El público no conoció realmente la respuesta de Harrison, sólo pudieron suponer que él escogió a Sam después de ver la reacción de Brooke. Recientemente el creador de la serie, Ryan Murphy reveló que por quien se decide es por Brooke.

- Nicole Julian: Nicole Julian es una animadora rica y rubia, cuya hambre de poder hace que manipule constantemente a otros para su propia ganancia, y es personalmente responsable de la mayoría de los principales conflictos de fricción que se producen en la escuela secundaria Kennedy. Es la mejor amiga de Brooke McQueen. A principios de la serie, se revela que ella está celosa de Brooke por Josh Ford, el amor popular de Brooke. Durante el transcurso de la serie, Nicole muestra su lado más suave en muchas ocasiones (como en la que accede a hacerse una intervención quirúrgica muy dolorosa para salvar la vida de Harrison), revelando una sorprendente y triste vulnerable persona debajo de tanta superficialidad, debido a su alcohólica madre, las constantes críticas de las misma y el descubrimiento de que es adoptada. Sus tácticas persuasivas y manipuladoras generalmente le permiten obtener lo que desea, a costa de marginar a los otros personajes. Cuando su maquiavélicos planes eventualmente fracasan al final, y Harrison elige su relación con Sam sobre el amor de Brooke, una rabiosa, borracha y celosa Nicole termina la serie arrojando deliberadamente su automóvil sobre una rechazada y dolida Brooke.

- Mary Cherry: Mary Cherry (se refiere a sí misma y a todos los demás personajes con los dos apellidos) es un rubia tonta, animadora del grupo popular. Mary Cherry proviene de una familia muy rica, y como consecuencia tiende a ser una persona mimada y grosera con los que no son populares, aunque es muy generosa con su dinero. Mary Cherry tiene una larga historia con su madre; su madre, Cherry Cherry (Delta Burke), a menudo le propina insultos y la degrada, aunque afirma su amor por ella. El personaje de Mary Cherry es un ejemplo de hiper-realidad de la serie, que rara vez es creíble como persona real, y es a menudo denominada "un límite con retraso" de otros personajes, pero aparece como un gran efecto cómico en toda la serie. Se enamora de Harrison, a quien ella llama "Joe" a pesar de que en última instancia revela que, de hecho, sabe su verdadero nombre. En el último episodio de la serie, se reveló que ella tiene una hermana gemela perdida llamada "B. Ho", que se planteó en el Bronx. Después que Mama Cherry elige a B. Ho sobre Mary Cherry, Mary Cherry queda huérfana.

- Josh Ford: Josh Ford es el quarterback del equipo de fútbol, el "popular" chico de la escuela en torno al que todos giran. De él se enamoran Brooke McQueen, Carmen Fererra, Abril de Johnston y Lily Esposito; es el mejor amigo de Sugar Daddy. Josh es talento y artístico, aparece como el protagonista principal en dos producciones de la escuela, aunque lucha siempre para realizar sus trabajos escolares. Inicialmente presentado como de contenido vacío, Josh desarrolla una conciencia social debido a su relación con Lily la activista, a la que ayuda en diversas causas. Josh y Lily se casan, pero su luchan con las finanzas y la inexistente naturaleza sexual de su relación. En el último episodio de la serie, Josh y Lily se dan cuenta de que la vida matrimonial no es lo que pensaban que sería. Después de un mal día, Josh le dice a Lily que él no cree que su matrimonio resultará bien.

- Lily Esposito: Lily Esposito es un activista en todos los sentidos de la palabra. Ella es considerada como parte de la multitud impopular, junto con sus mejores amigos Sam, Carmen, y Harrison. Ella estuvo confundida acerca de su sexualidad, pero eventualmente se estableció en una relación con Josh Ford. Lily es vegetariana y apasionadamente comprometida con los derechos de los animales y causas sociales. Ella se casa con su primer amor, Josh Ford, hacia el final de la serie, pero se da cuenta de que la vida matrimonial no es lo que ella pensó que sería.

- Carmen Ferrara: Carmen es una bella pero impopular muchacha junto con sus mejores amigos Sam, Lily, y Harrison. Ella es rechazada inicialmente de la plantilla de Animación debido a su sobrepeso, pero más tarde se convierte en cocapitana de dicho equipo, las Glamazons. Ella sufre un susto por creer estar embarazada y tiene una madre abusiva y alcohólica. Carmen fue un personaje titulado para ambas temporadas, pero su inclusión en los principales argumentos disminuyó en la última temporada que salió al aire.

- Michael 'Sugar Daddy' Bernardino: El gánster wannabe del grupo popular. Él es el mejor amigo de Josh y se encuentra en el equipo de fútbol. Él tiene problemas con su peso y no cree llegar a ser querido por una mujer hasta que finalmente se enamora y comienza una relación con una estudiante de intercambio Exquisito Woo.

- George Austin: George es un nuevo estudiante en el Kennedy que se enamora e inicia una relación con Sam McPherson durante unos meses. Su romance termina abruptamente cuando George ve a Sam y Harrison besándose. Se desprende de los últimos episodios que George era quien más inviertían en la relación y que Sam ni siquiera quiso luchar por su relación después del beso que tuvo con Harrison.

## Estilo
A pesar de ser un montaje en una categoría más común, como la adolescente, centrada en la mezcla de drama y comedia, Popular se diferenció por su propio universo singular, con su humor satírico dando un enfoque global a los personajes y argumentos, una característica que crecería a medida que la serie iba avanzando. Esos elementos incluyen largos periodos de Mary Cherry convertida en una hermana del gueto, B. Ho (e incluso el nombre de su madre, Cherry Cherry); una ocasión en la que ambos grupos conmutaron el color de pelo; Bobbi Glass perdió su dedo y lo sustituye por uno de metal con un puntero extensible cuchillo y archivos adjuntos, y Josh trabajó como vendedor de una ventana. En el espectáculo también utilizaron una variedad de la cultura pop con referencias y chistes sin sentido (por ejemplo, Abril Tuna referencia a "conseguir un frottage" en la sala de closet).

## Puntos de interés
Las relaciones reales del elenco son a menudo irónicas frente a las relaciones ficticias de los personajes. Leslie Bibb y Carly Pope se reían a menudo durante las escenas en que sus personajes se enfrentaban, pues en la vida real son muy buenas amigas, y expresaron que era muy difícil para ellas aparentar "odio" entre sí. Tammy Lynn Michaels, que se desempeñó como Nicole Julian, una odiosa animadora dada a los comentarios homofóbicos, es en la vida real la esposa de la cantante Melissa Etheridge. La pareja tiene hijos mellizos, un niño y una niña. Anel López Gorham, que se desempeñó como la popular Poppita Fresh, es en la vida real la esposa de Christopher Gorham, que se desempeñó como el impopular John Harrison.
En la segunda temporada emitida, hubo algunas rotaciones significativas referidas a varios personajes, nunca antes visto. Exquisito Woo (Michelle Krusiec), Poppita Fresh, y Adam Rothchild-Ryan (Wentworth Miller) son todos los que figuran como haber ganado puntos en el escuadrón de Cheerleaders, pero ninguno de estos personajes apareció en el transcurso de la segunda temporada. Leslie Grossman no había aparecido en varios episodios, debido a un cambio en su contrato, lo que le permitió tiempo libre de su trabajo en el show.
Leslie Bibb y Bryce Johnson mencionaron que si bien hubo un flujo constante de directores en el espectáculo, Ryan Murphy, creador fue siempre en conjunto cuando Mary Cherry se encontraba en una escena con el fin de obtener Leslie Grossman a tocar la parte exactamente como él previó.

## Reparto

### Actores Principales
- Leslie Bibb - Brooke McQueen
- Carly Pope- Samantha "Sam" McPherson
- Tamara Mello - Lily Esposito
- Christopher Gorham - Harrison John
- Sara Rue - Carmen Ferrara
- Bryce Johnson - Josh Ford
- Tammy Lynn Michaels - Nicole Julian
- Ron Lester - Michael "Sugar Daddy" Bernardino
- Leslie Grossman- Mary Cherry
- Lisa Darr - Jane McPherson
- Scott Bryce - Mike McQueen
- Diane Delano - Miss Roberta "Bobbi" Glass / Enfermera - Jessi Glass / Rock Glass Tío Tipton

### Actores Secundarios
- Alley Robin - John Mills
- Anel López Gorham - Poppita Fresh
- Adria Dawn - Abril Tuna
- Hank Harris - Emory Dick
- Diana Bellamy - Cecelia Hall Principal
- Robert Gant - Sub-director Calvin Krupps
- Christopher Wiehl - Leo Ferrara
- Michelle Krusiec - Exquisita Woo
- Wentworth Miller - Adam Rothschild-Ryan
- Anthony Montgomery - George Austin
- Delta Burke - Cherry Cherry
- Mandy Freund - Mayo Tuna
- Mitchell Manicone - Larry Cherry (no acreditada)

## Premios
- Teen Choice Awards 2000
- GLAAD Media Awards de 2000; pendientes TV Episode individual, episodio de Wild Wild Mess
- Genesis Awards 2000, Nueva Serie, por episodio Under Siege
- SHINE Awards 2000; Episodio Comedia, por episodio Booty Camp
- Awards 2001; Comedy Series, para episodio Joe Loves Mary Cherry

- Datos: Q2061869